# Nectamia savayensis
Nectamia savayensis är en fiskart som först beskrevs av Günther 1872.  Nectamia savayensis ingår i släktet Nectamia och familjen Apogonidae. Inga underarter finns listade i Catalogue of Life.